# Pasovna širina
Pasóvna širína (angleško bandwidth) podaja relativni frekvenčni razpon, ki v telekomunikacijah pove, kakšen je spekter frekvenc, ki se lahko prenaša preko prenosne poti. 
Pasovna širina je v neposredni povezavi s hitrostjo prenosa informacij. Količina prenosa podatkov po prenosni poti je premo sorazmerna frekvenci prenašanih signalov.
Pasovna širina radijskega spektra je omejena na 1011 Hz (100 GHz), medtem ko je v optičnih komunikacijah na razpolago 1014 Hz (100 THz). Zaradi tega se lahko po optičnem vlaknu prenaša veliko večje količine podatkov, kot preko radijskih omrežij.